# Neoscona bihumpi
Neoscona bihumpi là một loài nhện trong họ Araneidae.
Loài này thuộc chi Neoscona. Neoscona bihumpi được miêu tả năm 1988 bởi Patel.